# Szaturnusz-díj a legjobb televíziós férfi mellékszereplőnek
A legjobb televíziós férfi mellékszereplőnek járó Szaturnusz-díjat évente adja át az Academy of Science Fiction, Fantasy & Horror Films szervezet. A díjjal a televíziós sci-fi, fantasy és horror-szerepléseket jutalmazzák, a 2000-es, 26. díjátadó óta.
A kategóriában a legtöbb, (négy jelölésből) három győzelmet Aaron Paul, a Breaking Bad – Totál szívás mellékszereplője szerezte.
A legtöbbször James Marsterst (Buffy, a vámpírok réme) és Michael Emersont (Lost – Eltűntek) jelölték a díjra, míg Emerson egy, Masters két tényleges díjat tudhat magáénak.
A 45. és 47. díjátadón ketté választották: kábel / hálózat-ra és streaming-re.

## Győztesek és jelöltek
Győztes színész
(MEGJEGYZÉS: Az Év oszlop az adott művek megjelenési évére utal, a tényleges díjátadó ceremóniát a következő évben rendezték meg.)

### 1990-es évek
| 1999 (26. gála)  |                     |                                |                                    |
| Dennis Haysbert  | Dr. Theodore Morris | Vissza a jelenbe               | Now and Again                      |
| Nicholas Brendon | Xander Harris       | Buffy, a vámpírok réme         | Buffy the Vampire Slayer           |
| James Marsters   | Spike               | Buffy, a vámpírok réme         | Buffy the Vampire Slayer           |
| Colm Feore       | Andre Linoge        | Az évszázad vihara             | Storm of the Century               |
| Jeremy London    | Jonas Lytton        | Utazás a Föld középpontja felé | Journey to the Center of the Earth |
| Robert Picardo   | Doctor              | Star Trek: Voyager             | Star Trek: Voyager                 |

### 2000-es évek
| 2000 (27. gála)          |                                      |                                             |                                         |
| James Marsters           | Spike                                | Buffy, a vámpírok réme                      | Buffy the Vampire Slayer                |
| Alexis Denisof           | Wesley Wyndam-Pryce                  | Angel                                       | Angel                                   |
| Anthony Head             | Rupert Giles                         | Buffy, a vámpírok réme                      | Buffy the Vampire Slayer                |
| Michael Weatherly        | Logan Cale (Szempár)                 | Sötét angyal                                | Dark Angel                              |
| Brendan Fehr             | Michael Guerin                       | Roswell                                     | Roswell                                 |
| Michael Shanks           | Daniel Jackson                       | Csillagkapu                                 | Stargate SG-1                           |
| 2001 (28. gála)          |                                      |                                             |                                         |
| Michael Rosenbaum        | Lex Luthor                           | Smallville                                  | Smallville                              |
| Christopher Judge        | Teal’c                               | Csillagkapu                                 | Stargate SG-1                           |
| James Marsters           | Spike                                | Buffy, a vámpírok réme                      | Buffy the Vampire Slayer                |
| Anthony Simcoe           | Ka D'Argo                            | Csillagközi szökevények                     | Farscape                                |
| Connor Trinneer          | Charles "Trip" Tucker III parancsnok | Star Trek: Enterprise                       | Star Trek: Enterprise                   |
| Michael Weatherly        | Logan Cale (Szempár)                 | Sötét angyal                                | Dark Angel                              |
| 2002 (29. gála)          |                                      |                                             |                                         |
| Victor Garber            | Jack Bristow                         | Alias                                       | Alias                                   |
| Alexis Denisof           | Wesley Wyndam-Pryce                  | Angel                                       | Angel                                   |
| John Glover              | Lionel Luthor                        | Smallville                                  | Smallville                              |
| Michael Rosenbaum        | Lex Luthor                           | Smallville                                  | Smallville                              |
| James Marsters           | Spike                                | Buffy, a vámpírok réme                      | Buffy the Vampire Slayer                |
| Connor Trinneer          | Charles "Trip" Tucker III parancsnok | Star Trek: Enterprise                       | Star Trek: Enterprise                   |
| 2003 (30. gála)          |                                      |                                             |                                         |
| James Marsters           | Spike                                | Buffy, a vámpírok réme                      | Buffy the Vampire Slayer                |
| James Marsters           | Spike                                | Angel                                       | Angel                                   |
| Alexis Denisof           | Wesley Wyndam-Pryce                  | Angel                                       | Angel                                   |
| Victor Garber            | Jack Bristow                         | Alias                                       | Alias                                   |
| John Glover              | Lionel Luthor                        | Smallville                                  | Smallville                              |
| Michael Rosenbaum        | Lex Luthor                           | Smallville                                  | Smallville                              |
| Nick Stahl               | Ben Hawkins                          | Carnivàle – A vándorcirkusz                 | Carnivàle                               |
| 2004 (31. gála)          |                                      |                                             |                                         |
| Terry O’Quinn            | John Locke                           | Lost – Eltűntek                             | Lost                                    |
| Kyle MacLachlan          | Edward Wilde                         | Titkok könyvtára – A Szent Lándzsa küldetés | The Librarian: Quest for the Spear      |
| James Marsters           | Spike                                | Angel                                       | Angel                                   |
| Dominic Monaghan         | Charlie Pace                         | Lost – Eltűntek                             | Lost                                    |
| Michael Rosenbaum        | Lex Luthor                           | Smallville                                  | Smallville                              |
| Michael Shanks           | Dr. Daniel Jackson                   | Csillagkapu                                 | Stargate SG-1                           |
| 2005 (32. gála)          |                                      |                                             |                                         |
| James Callis             | Dr. Gaius Baltar                     | Csillagközi romboló                         | Battlestar Galactica                    |
| Adewale Akinnuoye-Agbaje | Mr. Eko                              | Lost – Eltűntek                             | Lost                                    |
| Terry O’Quinn            | John Locke                           | Lost – Eltűntek                             | Lost                                    |
| Jamie Bamber             | Lee "Apollo" Adama kapitány          | Csillagközi romboló                         | Battlestar Galactica                    |
| Sam Neill                | Eric Benirall                        | A Bermuda-háromszög rejtélye                | The Triangle                            |
| Michael Rosenbaum        | Lex Luthor                           | Smallville                                  | Smallville                              |
| 2006 (33. gála)          |                                      |                                             |                                         |
| Masi Oka                 | Nakamura Hiro                        | Hősök                                       | Heroes                                  |
| James Callis             | Dr. Gaius Baltar                     | Csillagközi romboló                         | Battlestar Galactica                    |
| Michael Emerson          | Henry Gale / Ben Linus               | Lost – Eltűntek                             | Lost                                    |
| Josh Holloway            | James „Sawyer” Ford                  | Lost – Eltűntek                             | Lost                                    |
| Greg Grunberg            | Matt Parkman                         | Hősök                                       | Heroes                                  |
| James Remar              | Harry Morgan                         | Dexter                                      | Dexter                                  |
| 2007 (34. gála)          |                                      |                                             |                                         |
| Michael Emerson          | Benjamin Linus                       | Lost – Eltűntek                             | Lost                                    |
| Greg Grunberg            | Matt Parkman                         | Hősök                                       | Heroes                                  |
| Masi Oka                 | Nakamura Hiro                        | Hősök                                       | Heroes                                  |
| Josh Holloway            | James „Sawyer” Ford                  | Lost – Eltűntek                             | Lost                                    |
| Terry O’Quinn            | John Locke                           | Lost – Eltűntek                             | Lost                                    |
| Erik King                | James Doakes őrmester                | Dexter                                      | Dexter                                  |
| 2008 (35. gála)          |                                      |                                             |                                         |
| Adrian Pasdar            | Nathan Petrelli                      | Hősök                                       | Heroes                                  |
| Henry Ian Cusick         | Desmond Hume                         | Lost – Eltűntek                             | Lost                                    |
| Michael Emerson          | Benjamin Linus                       | Lost – Eltűntek                             | Lost                                    |
| Josh Holloway            | James „Sawyer” Ford                  | Lost – Eltűntek                             | Lost                                    |
| Thomas Dekker            | John Connor                          | Terminátor – Sarah Connor krónikái          | Terminator: The Sarah Connor Chronicles |
| Milo Ventimiglia         | Peter Petrelli                       | Hősök                                       | Heroes                                  |
| 2009 (36. gála)          |                                      |                                             |                                         |
| Aaron Paul               | Jesse Pinkman                        | Breaking Bad – Totál szívás                 | Breaking Bad                            |
| Jeremy Davies            | Daniel Faraday                       | Lost – Eltűntek                             | Lost                                    |
| Michael Emerson          | Benjamin Linus                       | Lost – Eltűntek                             | Lost                                    |
| Aldis Hodge              | Alec Hardison                        | Lépéselőnyben                               | Leverage                                |
| John Noble               | Dr. Walter Bishop                    | A rejtély                                   | Fringe                                  |
| Alexander Skarsgård      | Eric Northman                        | True Blood – Inni és élni hagyni            | True Blood                              |

### 2010-es évek
| Év                         | Színész                         | Szerep                            | Magyar cím                        | Eredeti cím                |                 |
| -------------------------- | ------------------------------- | --------------------------------- | --------------------------------- | -------------------------- | --------------- |
| 2010 (37. gála)            |                                 |                                   |                                   |                            |                 |
| John Noble                 | Dr. Walter Bishop / Walternate  | A rejtély                         | Fringe                            |                            |                 |
| Michael Emerson            | Benjamin Linus                  | Lost – Eltűntek                   | Lost                              |                            |                 |
| Terry O’Quinn              | fekete ruhás férfi / John Locke | Lost – Eltűntek                   | Lost                              |                            |                 |
| Dean Norris                | Hank Schrader                   | Breaking Bad – Totál szívás       | Breaking Bad                      |                            |                 |
| Aaron Paul                 | Jesse Pinkman                   | Breaking Bad – Totál szívás       | Breaking Bad                      |                            |                 |
| Lance Reddick              | A rejtély                       | Fringe                            | Phillip Broyles                   |                            |                 |
| Steven Yeun                | Glenn Rhee                      | The Walking Dead                  | The Walking Dead                  |                            |                 |
| 2011 (38. gála)            |                                 |                                   |                                   |                            |                 |
| Aaron Paul                 | Jesse Pinkman                   | Breaking Bad – Totál szívás       | Breaking Bad                      |                            |                 |
| Giancarlo Esposito         | Gustavo „Gus” Fring             | Breaking Bad – Totál szívás       | Breaking Bad                      |                            |                 |
| Kit Harington              | Havas Jon                       | Trónok harca                      | Game of Thrones                   |                            |                 |
| Joel Kinnaman              | Stephen Holder                  | Gyilkosság                        | The Killing                       |                            |                 |
| John Noble                 | Dr. Walter Bishop / Walternate  | A rejtély                         | Fringe                            |                            |                 |
| Bill Pullman               | Oswald Danes                    | Torchwood                         | Torchwood: Miracle Day            |                            |                 |
| Norman Reedus              | Daryl Dixon                     | The Walking Dead                  | The Walking Dead                  |                            |                 |
| 2012 (39. gála)            |                                 |                                   |                                   |                            |                 |
| Jonathan Banks             | Mike Ehrmantraut                | Breaking Bad – Totál szívás       | Breaking Bad                      |                            |                 |
| Giancarlo Esposito         | Tom Neville                     | Revolution                        | Revolution                        |                            |                 |
| Todd Lasance               | Julius Caesar                   | Spartacus: Elátkozottak háborúja  | Spartacus: War of the Damned      |                            |                 |
| Colm Meaney                | Thomas „Doc” Durant             | Hell on Wheels – Pokoli vadnyugat | Hell on Wheels                    |                            |                 |
| David Morrissey            | A Kormányzó                     | The Walking Dead                  | The Walking Dead                  |                            |                 |
| John Noble                 | Dr. Walter Bishop / Walternate  | A rejtély                         | Fringe                            |                            |                 |
| 2013 (40. gála)            |                                 |                                   |                                   |                            |                 |
| Aaron Paul                 | Jesse Pinkman                   | Breaking Bad – Totál szívás       | Breaking Bad                      |                            |                 |
| Nikolaj Coster-Waldau      | Jaime Lannister                 | Trónok harca                      | Game of Thrones                   |                            |                 |
| Erik Knudsen               | Alec Sadler                     | Continuum                         | Continuum                         |                            |                 |
| David Lyons                | Sebastian „Bass” Monroe         | Revolution                        | Revolution                        |                            |                 |
| Dean Norris                | James „Big Jim” Rennie          | A búra alatt                      | Under the Dome                    |                            |                 |
| James Purefoy              | Joe Carroll                     | Gyilkos hajsza                    | The Following                     |                            |                 |
| 2014 (41. gála)            |                                 |                                   |                                   |                            |                 |
| Laurence Fishburne         | Jack Crawford                   | Hannibal                          | Hannibal                          |                            |                 |
| David Bradley              | Abraham Setrakian               | The Strain – A kór                | The Strain                        |                            |                 |
| Richard Sammel             | Thomas Eichorst                 | The Strain – A kór                | The Strain                        |                            |                 |
| Sam Heughan                | Jamie Fraser                    | Outlander – Az idegen             | Outlander                         |                            |                 |
| Erik Knudsen               | Alec Sadler                     | Continuum                         | Continuum                         |                            |                 |
| Norman Reedus              | Daryl Dixon                     | The Walking Dead                  | The Walking Dead                  |                            |                 |
| 2015 (42. gála)            |                                 |                                   |                                   |                            |                 |
| Richard Armitage           | Francis Dolarhyde               | Hannibal                          | Hannibal                          |                            |                 |
| Vincent D’Onofrio          | Vezér / Wilson Fisk             | Daredevil                         | Daredevil                         |                            |                 |
| Kit Harington              | Havas Jon                       | Trónok harca                      | Game of Thrones                   |                            |                 |
| Toby Jones                 | David Pilcher / Dr. Jenkins     | Wayward Pines                     | Wayward Pines                     |                            |                 |
| Erik Knudsen               | Alec Sadler                     | Continuum                         | Continuum                         |                            |                 |
| Lance Reddick              | Irvin Irving                    | Harry Bosch – A nyomozó           | Bosch                             |                            |                 |
| David Tennant              | Bíborember / Killgrave          | Jessica Jones                     | Jessica Jones                     |                            |                 |
| Patrick Wilson             | Lou Solverson                   | Fargo                             | Fargo                             |                            |                 |
| 2016 (43. gála)            |                                 |                                   |                                   |                            |                 |
| Ed Harris                  | Fekete ruhás férfi              | Westworld                         | Westworld                         |                            |                 |
| Linden Ashby               | Stilinski seriff                | Teen Wolf – Farkasbőrben          | Teen Wolf                         |                            |                 |
| Mehcad Brooks              | James Olsen / Őrző              | Supergirl                         | Supergirl                         |                            |                 |
| Kit Harington              | Havas Jon                       | Trónok harca                      | Game of Thrones                   |                            |                 |
| Lee Majors                 | Brock Williams                  | Ash vs Evil Dead                  | Ash vs Evil Dead                  |                            |                 |
| Norman Reedus              | Daryl Dixon                     | The Walking Dead                  | The Walking Dead                  |                            |                 |
| Jeffrey Wright             | Bernard Lowe                    | Westworld                         | Westworld                         |                            |                 |
| 2017 (44. gála)            |                                 |                                   |                                   |                            |                 |
| Michael McKean             | Chuck McGill                    | Better Call Saul                  | Better Call Saul                  |                            |                 |
| Nikolaj Coster-Waldau      | Jaime Lannister                 | Trónok harca                      | Game of Thrones                   |                            |                 |
| Kit Harington              | Havas Jon                       | Trónok harca                      | Game of Thrones                   |                            |                 |
| Miguel Ferrer (posztumusz) | Albert Rosenfield               | Twin Peaks                        | Twin Peaks: The Return            |                            |                 |
| Doug Jones                 | Saru parancsnok                 | Star Trek: Discovery              | Star Trek: Discovery              |                            |                 |
| Christian Kane             | Jacob Stone                     | A titkok könyvtára                | The Librarians                    |                            |                 |
| Khary Payton               | King Ezekiel                    | The Walking Dead                  | The Walking Dead                  |                            |                 |
| Evan Peters                | több szerep                     | Amerikai Horror Story: Szekta     | American Horror Story: Cult       |                            |                 |
| 2018/19 (45. gála)         | Kábel / Hálózat                 | Kábel / Hálózat                   | Kábel / Hálózat                   | Kábel / Hálózat            | Kábel / Hálózat |
| 2018/19 (45. gála)         |                                 |                                   |                                   |                            |                 |
| 2018/19 (45. gála)         | Peter Dinklage                  | Tyrion Lannister                  | Trónok harca                      | Game of Thrones            |                 |
| 2018/19 (45. gála)         | Jonathan Banks                  | Michael Ehrmantraut               | Better Call Saul                  | Better Call Saul           |                 |
| 2018/19 (45. gála)         | Nikolaj Coster-Waldau           | Jaime Lannister                   | Trónok harca                      | Game of Thrones            |                 |
| 2018/19 (45. gála)         | David Harewood                  | J'onn J'onzz                      | Supergirl                         | Supergirl                  |                 |
| 2018/19 (45. gála)         | Ed Harris                       | Fekete ruhás férfi                | Westworld                         | Westworld                  |                 |
| 2018/19 (45. gála)         | Lennie James                    | Morgan Jones                      | Fear the Walking Dead             | Fear the Walking Dead      |                 |
| 2018/19 (45. gála)         | Khary Payton                    | King Ezekiel                      | The Walking Dead                  | The Walking Dead           |                 |
| 2018/19 (45. gála)         | Streaming                       |                                   |                                   |                            |                 |
| 2018/19 (45. gála)         |                                 |                                   |                                   |                            |                 |
| 2018/19 (45. gála)         | Doug Jones                      | Saru parancsnok                   | Star Trek: Discovery              | Star Trek: Discovery       |                 |
| 2018/19 (45. gála)         | Wilson Cruz                     | Hugh Culber                       | Star Trek: Discovery              | Star Trek: Discovery       |                 |
| 2018/19 (45. gála)         | Ethan Peck                      | Spock                             | Star Trek: Discovery              | Star Trek: Discovery       |                 |
| 2018/19 (45. gála)         | Michiel Huisman                 | Stephen Crain                     | A Hill-ház szelleme               | The Haunting of Hill House |                 |
| 2018/19 (45. gála)         | Timothy Hutton                  | Hugh Crain                        | A Hill-ház szelleme               | The Haunting of Hill House |                 |
| 2018/19 (45. gála)         | Maxwell Jenkins                 | Will Robinson                     | Lost in Space – Elveszve az űrben | Lost in Space              |                 |
| 2018/19 (45. gála)         | Michael Sheen                   | Aziraphale                        | Elveszett próféciák               | Good Omens                 |                 |
| 2019/20 (46. gála)         |                                 |                                   |                                   |                            |                 |
| Doug Jones                 | Saru parancsnok                 | Star Trek: Discovery              | Star Trek: Discovery              |                            |                 |
| Jonathan Banks             | Mike Ehrmantraut                | Better Call Saul                  | Better Call Saul                  |                            |                 |
| Tony Dalton                | Lalo Salamanca                  | Better Call Saul                  | Better Call Saul                  |                            |                 |
| Michael Emerson            | Dr. Leland Townsend             | Gonosz                            | Evil                              |                            |                 |
| Richard Rankin             | Roger Wakefield                 | Outlander – Az idegen             | Outlander                         |                            |                 |
| Norman Reedus              | Daryl Dixon                     | The Walking Dead                  | The Walking Dead                  |                            |                 |
| Luke Wilson                | Pat Dugan / Sávos               | Stargirl                          | Stargirl                          |                            |                 |

### 2020-as évek
| Év                 | Színész                      | Színész                         | Szerep                          | Magyar cím                    | Eredeti cím     |
| ------------------ | ---------------------------- | ------------------------------- | ------------------------------- | ----------------------------- | --------------- |
| 2020/21 (50. gála) | Kábel / Hálózat              | Kábel / Hálózat                 | Kábel / Hálózat                 | Kábel / Hálózat               | Kábel / Hálózat |
| 2020/21 (50. gála) |                              |                                 |                                 |                               |                 |
| 2020/21 (50. gála) | Jonathan Banks               | Mike Ehrmantraut                | Better Call Saul                | Better Call Saul              |                 |
| 2020/21 (50. gála) | Tony Dalton                  | Lalo Salamanca                  | Better Call Saul                | Better Call Saul              |                 |
| 2020/21 (50. gála) | Patrick Fabian               | Howard Hamlin                   | Better Call Saul                | Better Call Saul              |                 |
| 2020/21 (50. gála) | Michael Mando                | Nacho Varga                     | Better Call Saul                | Better Call Saul              |                 |
| 2020/21 (50. gála) | Harvey Guillén               | Guillermo de la Cruz            | Hétköznapi vámpírok – A sorozat | What We Do in the Shadows     |                 |
| 2020/21 (50. gála) | Michael James Shaw           | Michael Mercer                  | The Walking Dead                | The Walking Dead              |                 |
| 2020/21 (50. gála) | Brandon Scott Jones          | Isaac Higgintoot kapitány       | Kísértetek                      | Ghosts                        |                 |
| 2020/21 (50. gála) | Kábel / Hálózat              |                                 |                                 |                               |                 |
| 2020/21 (50. gála) |                              |                                 |                                 |                               |                 |
| 2020/21 (50. gála) | Elliot Page                  | Viktor Hargreeves               | Az Esernyő Akadémia             | The Umbrella Academy          |                 |
| 2020/21 (50. gála) | Zach Cherry                  | Dylan                           | Különválás                      | Severance                     |                 |
| 2020/21 (50. gála) | John Turturro                | Irving                          | Különválás                      | Severance                     |                 |
| 2020/21 (50. gála) | Ethan Hawke                  | Arthur Harrow                   | Holdlovag                       | Moon Knight                   |                 |
| 2020/21 (50. gála) | Joel Kinnaman                | Edward Baldwin                  |                                 | For All Mankind               |                 |
| 2020/21 (50. gála) | Ethan Peck                   | Spock                           | Star Trek: Különös új világok   | Star Trek: Strange New Worlds |                 |
| 2020/21 (50. gála) | Joseph Quinn                 | Eddie Munson                    | Stranger Things                 | Stranger Things               |                 |
| 2022/23 (51. gála) |                              |                                 |                                 |                               |                 |
| Jonathan Frakes    | William T. Riker kapitány    | Star Trek: Picard               | Star Trek: Picard               |                               |                 |
| Harvey Guillén     | Guillermo de la Cruz         | Hétköznapi vámpírok – A sorozat | What We Do in the Shadows       |                               |                 |
| Ernie Hudson       | Herbert "Magic" Williams     |                                 | Quantum Leap                    |                               |                 |
| Edward Speleers    | Jack Crusher                 | Star Trek: Picard               | Star Trek: Picard               |                               |                 |
| Todd Stashwick     | Liam Shaw kapitány           | Star Trek: Picard               | Star Trek: Picard               |                               |                 |
| Ethan Peck         | Spock                        | Star Trek: Különös új világok   | Star Trek: Strange New Worlds   |                               |                 |
| Matt Smith         | Daemon Targaryen herceg      | Sárkányok háza                  | House of the Dragon             |                               |                 |
| 2023/24 (52. gála) |                              |                                 |                                 |                               |                 |
| Antony Starr       | Hazafi                       | A fiúk                          | The Boys                        |                               |                 |
| Matt Berry         | Leslie "Laszlo" Cravensworth | Hétköznapi vámpírok – A sorozat | What We Do in the Shadows       |                               |                 |
| Lamorne Morris     | Whitley "Witt" Farr          | Fargo                           | Fargo                           |                               |                 |
| Aaron Moten        | Maximus                      | Fallout                         | Fallout                         |                               |                 |
| Matt Smith         | Daemon Targaryen herceg      | Sárkányok háza                  | House of the Dragon             |                               |                 |
| Todd Stashwick     | Isaac Higgintoot kapitány    | Kísértetek                      | Ghosts                          |                               |                 |
| Henry Thomas       | Frederick Usher              | Az Usher-ház bukása             | The Fall of the House of Usher  |                               |                 |

## Rekordok

### Többszörös győzelmek
3 győzelem
- Aaron Paul

2 győzelem
- Jonathan Banks
- James Marsters
- Doug Jones

### Többszörös jelölések
| 2 jelölés - James Callis - Tony Dalton - Giancarlo Esposito - Victor Garber - John Glover - Greg Grunberg - Harvey Guillén - Ed Harris - Brandon Scott Jones - Dean Norris - Masi Oka - Khary Payton - Lance Reddick - Michael Shanks - Matt Smith - Connor Trinneer - Michael Weatherly 3 jelölés - Nikolaj Coster-Waldau - Alexis Denisof - Josh Holloway - Erik Knudsen - Doug Jones - Ethan Peck | 4 jelölés - Jonathan Banks - Kit Harington - John Noble - Terry O’Quinn - Aaron Paul - Norman Reedus 5 jelölés - Michael Rosenbaum 6 jelölés - Michael Emerson - James Marsters |

## Fordítás
- Ez a szócikk részben vagy egészben  a   Saturn Award for Best Supporting Actor on Television című angol Wikipédia-szócikk ezen változatának fordításán alapul.  Az eredeti cikk szerkesztőit annak laptörténete sorolja fel. Ez a jelzés csupán a megfogalmazás eredetét és a szerzői jogokat jelzi, nem szolgál a cikkben szereplő információk forrásmegjelöléseként.